# Santa Isabel de Portugal (Zurbarán)
Santa Isabel de Portugal es un cuadro de Francisco de Zurbarán, expuesto en el Museo del Prado. Consta con el número 95 en el catálogo razonado y crítico de la obra de Zurbarán realizado por Odile Delenda, historiadora del arte especializada en este pintor.

## Introducción
En algunos lienzos de Zurbarán aparecen figuras femeninas con suntuosos trajes, que parece que acuden a una procesión. Según Vicente Lleó Cañal, sus atavíos no corresponden a la usanza diaria de la época, aunque eran habituales en las procesiones del Corpus Christi para representar a las santas.
Según otros autores, su indumentaria deriva arbitrariamente de modelos italianos o flamencos. Algunos de estos lienzos parecen verdaderos retratos, penetrando en la psicología del personaje, por lo que Emilio Orozco los califica de «retratos a lo divino».

## Tema de la obra
Santa Isabel de Portugal (Zaragoza, 1271-Estremoz, 1336), o Isabel de Aragón, esposa de Dionisio I de Portugal, fue reina de Portugal entre 1282 y 1325. Isabel dedicaba buena parte de su tiempo a atender a los más necesitados. Según la leyenda, a pesar de la prohibición de su marido, un día llevaba escondida en su regazo una gran cantidad de dinero destinado a obras de caridad. Habiendo sido descubierta por su esposo, aquel dinero se convirtió en rosas, pese a ser invierno. Después de enviudar, Isabel emprendió un peregrinaje a Santiago de Compostela, donde ofreció su corona a la catedral.
La identidad del personaje no es segura, ya que este cuadro no lleva inscripción y porque el milagro de las rosas también se atribuye a Isabel de Hungría y a Casilda de Toledo, con quien a veces se identifica esta dama.
Pero Casilda era una princesa andalusí —no debería portar una corona real— mientras que la figura representada en este lienzo aparenta más edad que Casilda, tiene un porte y un atuendo áulicos y lleva una corona, que quizá alude a su ofrenda en Compostela, con lo cual la adscripción a la reina Isabel de Portugal es mucho más verosímil.

## Análisis de la obra
- Pintura al óleo sobre lienzo; 184 cm x 98 cm; fecha de realización: hacia 1635.[6]
- Expuesto en el Museo del Prado, Madrid. —Inv. n. 1239—
- Catalogado por Odile Delenda con el número 95 y por Tiziana Frati con en número 348.[5]

El personaje está iluminado por una intensa luz, que hace resaltar su elegante figura sobre un fondo oscuro y sobre su propia sombra en el suelo. Tanto el magnífico color como la opulencia, el volumen y la cualidad táctil de las vestimentas, son rasgos propios de las obras de Zurbarán de mediados de la década de 1630. Isabel viste una basquiña de tono castaño-violáceo sobre un zagalejo verde oscuro. Por encima, lleva otro vestido, de tafetán azul verdoso, que deja al descubierto las mangas, de color bermellón. Desde su espalda hasta el suelo, cuelga otra fastuosa prenda, de color amarillo-dorado. Los codos, hombros y la cintura del personaje están ceñidos con suntuosas cadenas, adornadas con gemas.

### Procedencia
No se tienen datos de su procedencia anteriores a 1814, cuando se cita en la Sala de la Chimenea en el trascuarto de la reina del Palacio Real de Madrid. Se ha especulado con la posibilidad de que llegase a Madrid desde Sevilla en el transcurso de la Guerra de la Independencia, pero es posible que se trate de una adquisición hecha por el rey Carlos IV durante su estancia en Sevilla en el primer trimestre de 1796, pues se tiene constancia de su admiración por la obra del pintor extremeño.
Entró en el Museo del Prado con su creación.